# النجيلة (مطروح)
النجيلة هي مدينة في محافظة مطروح بجمهورية مصر العربية. يبلغ عدد سكانها 113413 نسمة. تمارس زراعة الشعير والقمح والزيتون والتين على أراضيها.